# Hans-Wilhelm Müller-Wohlfahrt
Hans-Wilhelm Müller-Wohlfahrt, född 12 augusti 1942 i Leerhafe, idag Wittmund, är en tysk ortoped och homeopat. Han är klubbläkare i fotbollsklubben Bayern München.

## Kända patienter
- Friidrottaren Christian Olsson behandlades, med början i oktober 2008, med bland annat 70 homeopatiska sprutor i lårmuskeln.[2]

### Fotnoter
1. 1 2  Simon Crompton (3 juni 2006). ”The most feared man in football” (på engelska). The Times. Arkiverad från originalet den 25 juli 2010. https://www.webcitation.org/5rTyKmyIW?url=http://www.timesonline.co.uk/tol/life_and_style/health/features/article670679.ece. Läst 25 juli 2010.
2. ↑  Sven Gustavsson (6 maj 2009). ”Christian Olsson: ”Jag fortsätter gärna till 2012””. Dagens Nyheter. Arkiverad från originalet den 24 juli 2010. https://www.webcitation.org/5rSmadvHL?url=http://www.dn.se/sport/christian-olsson-jag-fortsatter-garna-till-2012-1.859380. Läst 24 juli 2010.